# جون لونغ (عالم حاسوب)
جون لونغ (بالإنجليزية: John Long)‏ هو عالم حاسوب بريطاني، ولد في 1935.